# Pleuroziopsis
Pleuroziopsis, monotipski rod pravih mahovina smješten u vlastitu porodicu Pleuroziopsidaceae. Jedina je vrsta P. ruthenica iz Sjeverne Amerike (Aljaska, Washington).
Mahovina svjetlozelene boje, voli vlažna, zasjenjena staništa do 600 metara nadmorske visine.
Porodica je opisana 1968; ponekad se smatra snonimom za Climaciaceae

## Sinonimi
- Hypnum ruthenicum Weinm.; bazionim
- Climacium ruthenicum (Weinm.) Lindb.
- Girgensohnia ruthenica (Weinm.) Kindb.